# Bacillus stratosphericus
Bacillus stratosphericus é o nome científico de uma bactéria que se concentra numa altura superior a 32 km, na região conhecida como estratosfera. Raramente é encontrada abaixo desta altitude, mas eventualmente chega até a superfície por algum processo atmosférico.
Por meio de um processo conhecido como oxidação biocatalítica, esses microorganismos usam bactérias para converter compostos orgânicos diretamente em eletricidade. Apesar de a energia produzida ser baixa, é suficiente para alimentar uma luz.
Foram descobertas no ano de 2012, na foz do Rio Wear, em Sunderlad, na Inglaterra.